# Volo China Northwest Airlines 2303
Il volo China Northwest Airlines 2303 era un volo passeggeri di linea nazionale da Xi'an a Canton, nella Repubblica popolare cinese. Il 6 giugno 1994, un Tupolev Tu-154M operante su tale rotta si disintegrò in volo e precipitò a seguito di un malfunzionamento del pilota automatico che causò scosse violente e sovraccaricò la cellula. Tutte le 160 persone a bordo perirono nello schianto. La manutenzione inadeguata è stata ritenuta la causa. Al 2024 rimane l'incidente aereo con più vittime mai avvenuto nella storia della Cina continentale.

## L'aereo
L'aeromobile coinvolto era un Tupolev Tu-154M (marche B-2610, numero di serie 86A740, numero di linea 0740); uscì dallo stabilimento aeronautico di Kuibyshev (KuAPO) il 22 dicembre 1986 e fu immediatamente ceduto all'amministrazione dell'aviazione civile della Cina (CAAC). Il 1º luglio 1988, a causa di una riorganizzazione, la CAAC trasferì l'aereo a China Northwest Airlines. L'aeromobile era alimentato da tre motori turboventola Soloviev D-30KU-154-II provenienti dall'impianto di Rybinsk. Al momento dell'incidente, l'aereo aveva accumulato 12 507 ore di volo e 6 651 cicli di decollo-atterraggio.

## Passeggeri ed equipaggio
I membri dell'equipaggio erano il comandante Li Gangqiang, il secondo comandante Xin Tiancai, il primo ufficiale Yang Min, il pilota Zhang Nanjing e l'ingegnere di volo Kang Youfa. A bordo c'erano anche nove assistenti di volo.
Tra i passeggeri, 133 provenivano dalla Cina continentale, quattro dall'Italia, tre da Hong Kong, due dagli Stati Uniti (Mark Woodrum della Virginia dell'ovest e Mark Stole del Michigan), uno da Taiwan, due dall'Indonesia, uno da Singapore, uno dalla Malesia, tre dalla Francia, uno dal Canada, tre dalla Corea del Sud, uno dal Vietnam e cinque dalla Russia.

## L'incidente
Il volo decollò dall'aeroporto internazionale di Xi'an Xianyang alle 8:13 ora locale. In quei momenti pioveva a Xi'an, ma questo non ritardò le operazioni. 24 secondi dopo il decollo, l'equipaggio riferì che l'aeromobile stava "fluttuando" e produceva un suono anomalo, ma che riusciva comunque a mantenere una velocità di 220 nodi (410 km/h). Tre minuti dopo, l'aereo sorvolò la città di Xi'an e virò a Sud-Est. I piloti riportarono un beccheggio instabile rispettivamente alle 08:16:24 e alle 08:16:58. Alle 08:17:06, era ormai chiaro che l'aereo non rispondeva correttamente agli input dell'equipaggio. A quel punto il Tupolev si trovava sopra Mingdu, Contea di Chang'an, Shaanxi. L'equipaggio attivò temporaneamente il pilota automatico, che provocò un'inaspettata virata verso destra. Alle 08:22:27, si attivò l'avviso di stallo, con il velivolo che viaggiava a 200 nodi (370 km/h) inclinato pericolosamente a sinistra. L'aereo scese da 15 500 piedi (4 700 m) a 9 400 piedi (2 900 m) in soli 12 secondi ad una velocità di 400 nodi (740 km/h). Alle 08:22:42, l'aereo si disintegrò a mezz'aria sopra il sobborgo del villaggio di Tsuitou, Mingyu. Morirono tutti i 146 passeggeri e 14 membri dell'equipaggio a bordo. I detriti caddero a Sud-Est dell'aeroporto, sparsi su 29 chilometri di terreno agricolo. I corpi delle vittime vennero trovati tutti entro le 21:00 della sera stessa.

## Le indagini
La manutenzione inadeguata dell'aeromobile è stata la causa probabile della sequenza di eventi. La sera precedente, il cavo di imbardata del pilota automatico era stato erroneamente collegato al controllo di rollio e viceversa, mentre l'aereo era sottoposto a manutenzione in una struttura non approvata.

## Conseguenze
Questo e lo schianto del volo China Southwest Airlines 4509 nel 1999 portarono alla decisione della Cina di ritirare il Tupolev Tu-154. Tutti i Tu-154 in Cina furono rimossi dal servizio il 30 ottobre 2002. Nel 2003, China Northwest Airlines si fuse con China Eastern Airlines. Il numero di volo 2303 è ancora in uso per il loro volo Xi'an-Canton.